# Фаббрике-ді-Верджемолі
Фаббрике-ді-Верджемолі (італ. Fabbriche di Vergemoli) — муніципалітет в Італії, у регіоні Тоскана,  провінція Лукка. Муніципалітет утворено 1 січня 2014 року шляхом об'єднання муніципалітетів Фаббрике-ді-Валліко та Верджемолі.
Фаббрике-ді-Верджемолі розташоване на відстані близько 290 км на північний захід від Рима, 70 км на захід від Флоренції, 18 км на північ від Лукки.
Населення — 779 осіб (2014).
Щорічний фестиваль відбувається 25 липня. Покровитель — San Giacomo.

## Демографія
Населення за роками:

## Сусідні муніципалітети
- Борго-а-Моццано
- Галлікано
- Пескалья
- Молаццана
- Стаццема